# Aedes lepidonotus
Aedes lepidonotus är en tvåvingeart som beskrevs av Edwards 1920. Aedes lepidonotus ingår i släktet Aedes och familjen stickmyggor. Inga underarter finns listade i Catalogue of Life.